# (8897) Defelice
(8897) Defelice est un astéroïde de la ceinture principale.

## Description
(8897) Defelice est un astéroïde de la ceinture principale. Il fut découvert le 22 septembre 1995 à Stroncone par l'Observatoire astronomique Santa Lucia de Stroncone. Il présente une orbite caractérisée par un demi-grand axe de 2,39 UA, une excentricité de 0,14 et une inclinaison de 5,8° par rapport à l'écliptique.

## Compléments